# Alidius Tjarda van Starkenborgh Stachouwer
Pour l’article ayant un titre homophone, voir Tjaarda.
Alidius Warmoldus Lambertus Tjarda van Starkenborgh Stachouwer, né le 7 mars 1888 à Groningue et mort le 16 août 1978 à Wassenaar, est un noble (Jonkheer) et homme d'État néerlandais, principalement connu comme étant l'avant dernier gouverneur général des Indes orientales néerlandaises, aujourd'hui l'Indonésie. Il est fait prisonnier après avoir accepté les demandes du Japon pour une reddition inconditionnelle des îles le 9 mars 1942.

## Biographie

### Jeunesse
Il est le fils de l'homme politique néerlandais Edzard Tjarda van Starkenborgh Stachouwer.
En novembre 1915, il épouse Christine Marbourg, la fille de l'ambassadeur américain en Belgique, Theodore Marbourg (en).
Il rejoint le service diplomatique néerlandais en 1915. Avant la Seconde Guerre mondiale, il est commissaire de la reine à Groningue (1925-1933) et envoyé à Bruxelles (1933-1936).
Le 16 septembre 1936, il devient gouverneur général des Indes orientales néerlandaises.

### Seconde Guerre mondiale

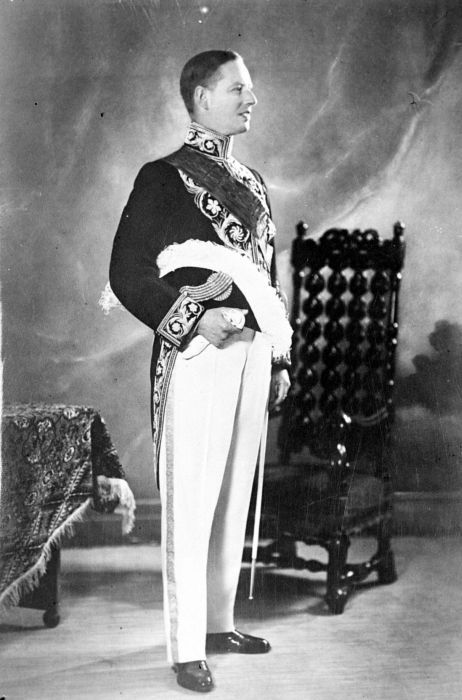
Portrait de Tjarda van Starkenborgh Stachouwer en tant que gouverneur général.

Lorsque les Pays-Bas se rendent à l'Allemagne le 14 mai 1940, van Starkenborgh déclare la loi martiale dans les Indes orientales néerlandaises, ordonnant la saisie de 19 cargos allemands et l'internement de tous les ressortissants allemands en attendant la libération des Pays-Bas.
En décembre 1941, lorsque le Japon débute ses opérations dans le Pacifique, 93 000 soldats néerlandais et 5 000 soldats américains, britanniques et australiens sont stationnés dans les Indes orientales pour se défendre contre une invasion japonaise imminente.
Le 15 février, des bombardiers japonais attaquent la capitale à Batavia (aujourd'hui Jakarta) et les opérations gouvernementales sont transférées à Bandung. Le dimanche 8 mars, le lieutenant-général Hitoshi Imamura rencontre van Starkenborgh et fixe une date limite pour une reddition inconditionnelle. Il ordonne alors aux troupes néerlandaises et alliées de cesser le feu lors d'une allocution le lendemain, les forces alliées déposant les armes vers 13 h 00.
Tjarda van Starkenborgh, sa famille et d'autres membres du gouvernement et de l'armée néerlandais sont faits prisonniers. Alors que les Japonais lui propose de le laisser rester chez lui en résidence surveillée et de recevoir un traitement spécial, il refuse. Il est alors séparé de sa femme, Christine, et de ses filles, qui seront internées dans un autre camp de prisonniers de guerre.
Plus tard, il est transféré dans un camp de Mandchourie à Hsien (maintenant Liaoyuan), où il est détenu avec d'autres prisonniers éminents, dont le général Jonathan M. Wainwright, jusqu'à la libération du camp le 16 août 1945.

### Après-guerre
Van Starkenborgh retourne aux Pays-Bas avec sa famille, mais refuse le poste de gouverneur général à la demande de la reine Wilhelmine, qui lui avait promis l'autonomie gouvernementale de l'Indonésie en 1942. Il démissionne le 16 octobre 1945. Au lieu de cela, il devient ambassadeur des Pays-Bas en France (1945-1948) et sera ensuite représentant des Pays-Bas auprès de l'OTAN (1950-1956).
Après sa retraite, il règle un argument de longue date sur les liaisons de canaux avec la Belgique lors de négociations de 1963 à 1966. Avec Gerbrandy et Beel, il forme un comité consultatif sur l'affaire Greet Hofmans.